# ロイヤルランドウィック競馬場

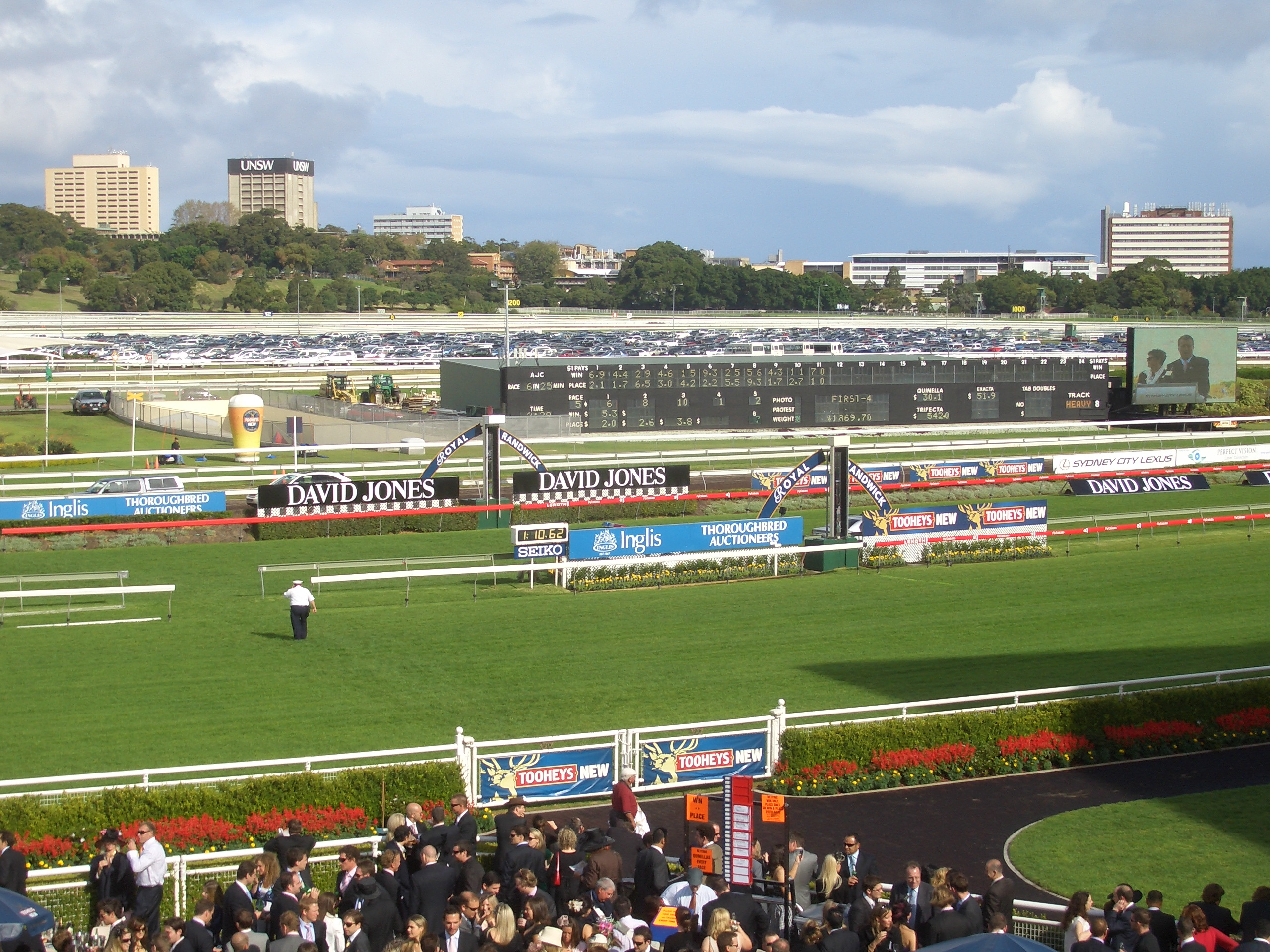
2007年のAJCダービー当日の場内

ロイヤルランドウィック競馬場(Royal Randwick Racecourse)は、オーストラリアニューサウスウェールズ州・シドニー近郊ランドウィックにある競馬場。運営はオーストラリアンターフクラブ(ATC)。オーストラリア競馬において最も地位のあるダービーであるオーストラリアンダービーを開催する競馬場でもある。

## 概要
1810年にオーストラリア初の競馬が開催された後、1833年に開設された競馬場である。開設当時は一部の利用者による私的な開催にのみ使われていたが、1840年にオーストラリアレーシングアソシエーション（1842年にオーストラリアンジョッキークラブに改編）が設立され、その後幾度かの改修を経て現在に到っている。2010年にオーストラリアンジョッキークラブがシドニーターフクラブ（カンタベリーパーク競馬場及びローズヒルガーデンズ競馬場を運営）と合併したため、現在は合併後のATCが運営を行っている。
ニューサウスウェールズ州の競馬場としては最大規模のもので、1861年創設のオーストラリアンダービーなどの大競走を多く開催している。

## コース
楕円形の右回りコースで、メイントラックの1周は2,254メートル。メイントラックの内側にはレース用の全天候馬場コースのほか、トレーニング用のトラックが用意されている。

## 主な競走
| グループ | 競走名                           | 馬齢 | 性別 | 斤量   | 距離(m) | 開催時期 |
| 1        | チッピングノートンステークス     | Open | Open | 定量   | 1600    | 3月      |
| 1        | サラウンドステークス             | 3歳  | 牝馬 | 定量   | 1400    | 3月      |
| 1        | カンタベリーステークス           | Open | Open | 定量   | 1300    | 3月      |
| 1        | オーストラリアンダービー         | 3歳  | Open | 定量   | 2400    | 4月      |
| 1        | オーストラリアンオークス         | 3歳  | 牝馬 | 定量   | 2400    | 4月      |
| 1        | クイーンエリザベスステークス     | Open | Open | 馬齢   | 2000    | 4月      |
| 1        | クイーンオブザターフステークス   | Open | 牝馬 | 馬齢   | 1600    | 4月      |
| 1        | サイアーズプロデュースステークス | 2歳  | Open | 定量   | 1400    | 4月      |
| 1        | オールエイジドステークス         | Open | Open | 馬齢   | 1400    | 4月      |
| 1        | シャンペンステークス             | 2歳  | Open | 定量   | 1600    | 4月      |
| 1        | ドンカスターハンデキャップ       | Open | Open | ハンデ | 1600    | 4月      |
| 1        | エプソムハンデキャップ           | Open | Open | ハンデ | 1600    | 10月     |
| 1        | フライトステークス               | 3歳  | 牝馬 | 定量   | 1600    | 10月     |
| 1        | キングチャールズ3世ステークス    | Open | Open | 馬齢   | 1600    | 9月      |
| 1        | ランドウィックギニーズ           | 3歳  | Open | 定量   | 1600    | 3月      |
| 1        | スプリングチャンピオンステークス | 3歳  | Open | 定量   | 2000    | 10月     |
| 1        | シドニーカップ                   | Open | Open | ハンデ | 3200    | 4月      |
| 1        | TJスミスステークス               | Open | Open | 馬齢   | 1200    | 4月      |
| 1        | ジ・エベレスト                   | Open | Open | 馬齢   | 1200    | 10月     |
| 1        | メトロポリタンハンデキャップ     | Open | Open | ハンデ | 2400    | 10月     |
| 1        | ウィンクスステークス             | Open | Open | 馬齢   | 1400    | 8月      |